# Законний шлюб
«Законний шлюб» (рос. «Законный брак») — російський радянський художній фільм 1985 року режисера Альберта Мкртчяна. Кращий радянський фільм 1985 року за версією журналу «Радянський екран».

## Сюжет
Молоді люди зустрілися на початку Німецько-радянської війни в Ташкенті. Ігор Волошин — актор евакуйованого з Москви театру, молодий, енергійний красень, який мріє відправитися на фронт. Ольга — вчителька музики, працює медсестрою, чахне від малярії і згубного для неї клімату, хоче повернутися в батьківську квартиру в прифронтовій Москві, куди в'їзд тепер тільки за спецперепустками. У обох виникають боязкі почуття, але ні про визнання ні тим більше про серйозні наміри поки немає й мови. Фіктивний шлюб Ігор укладає зі співчуття до хворої і нудьгуючої по дому подрузі, яка не має іншої можливості виїхати з евакуації до Москви. По дорозі Ігор і Ольга відстають від поїзда, потім, наздоганяючи ешелон, переживають зворушливі романтичні пригоди на тлі безлюдних епічних пейзажів Центральної Азії… Добравшись до Москви, Ольга з жахом дізнається, що батьківський будинок зруйнований бомбардуванням. Ігор поселяє її в своїй квартирі, а сам цнотливо відпраляється жити до сестри. Незважаючи на невидиму перешкоду, що розділяє «фіктивне» подружжя, незабаром обидва несподівано для себе розуміють, що написати заяву про розлучення рука вже не піднімається. А після ще деякого часу молоді люди не можуть жити один без одного. У цей момент війна руйнує всі плани. Ігор йде на фронт і там гине, а Ользі залишається тільки пам'ять.

## У ролях
- Наталія Бєлохвостікова —  Ольга Калінкіна
- Ігор Костолевський —  Ігор Волошин
- Альбіна Матвєєва —  Євгенія Філатова
- Ернст Романов —  директор театру
- Олена Санаєва —  сестра Ігоря
- Михайло Неганов —  Голубєв
- Олександр Шворін —  Кучевський
- Володимир Сєдов —  воєнком
- Микола Прокопович —  начальник ансамблю
- Булат Окуджава —  пасажир
- Вадим Александров —  Вольнов
- Тамара Совчі —  Вольнова
- Людмила Давидова —  акторка  (немає в титрах)
- Валентина Ананьїна — медсестра
- Лариса Бєлогурова — дівчина-міліціонер

## Знімальна група
- Автор сценарію:  Афанасій Бєлов
- Режисер:  Альберт Мкртчян
- Оператор:  Михайло Коропцов
- Художник:  Валентин Поляков
- Композитор:  Ісаак Шварц
- Текст пісень:  Булат Окуджава